# Ópera Estatal Húngara
Ópera Estatal Húngara (em húngaro: Magyar Állami Operaház) é a maior casa de ópera da cidade de Budapeste, Hungria. Originalmente denominada Ópera Real Húngara, foi financiada pela governança de Budapeste e pelo Imperador Francisco José I. A construção durou de 1875 a 1884, tendo sido inaugurada em setembro daquele ano; no estilo predominantemente Neorrenascentista. A Ópera Húngara rapidamente tornou-se um dos principais palcos da Europa, tendo recebido cerca de 130 performances anuais nos anos seguintes à sua inauguração.